# Phalaris coerulescens subsp. lusitanica
Phalaris coerulescens subsp. lusitanica é uma subespécie de planta com flor pertencente à família Poaceae. 
A autoridade científica da subespécie é Rocha Afonso & Franco, tendo sido publicada em Silva Lusitana 5(1): 142 (1997).

## Portugal
Trata-se de uma subespécie presente no território português, nomeadamente em Portugal Continental.
Em termos de naturalidade é endémica da região atrás referida.

## Protecção
Não se encontra protegida por legislação portuguesa ou da Comunidade Europeia.